# Tabassum Adnan
Pour les articles homonymes, voir Adnan.
Tabassum Adnan (ourdou : تبسم عدنان), née dans la vallée de Swat (Pakistan) en 1977, est une militante pakistanaise pour les droits des femmes. Elle a reçu en 2015 le prix international Femme de courage du département d'État des États-Unis pour ses efforts dans la recherche de la justice pour les femmes pakistanaises.